# 艾琳·费南德斯
艾琳·费南德斯（Irene Fernandez，1946年—2014年3月31日），马来西亚社会工作者，长期投入工人运动及女权运动。她创办了为外劳、妇女和难民等低下阶层争取基本权益的非政府组织“妇女力量”（Tenaganita）。1996年，艾琳曾因发表一份外来客工在扣留营中遭受的不人道对待备忘录而遭到警方提控，结果被官司纠缠了近13年，最后她终于在2008年上诉得直。在法庭审讯过程中，艾琳不曾停止推动社会工作，她追求正义的努力获得国际社会的认同。2005年她获提名诺贝尔和平奖。 同年，她获得瑞典颁发的另类诺贝尔奖——优秀民生奖。

## 生平简介
艾琳·费南德斯生于1946年，她原是一名教师，1960年代在一所教会学校任教。在任教期间，她发现有不少学生面对学习上的困难，而这些学生多来自贫穷的家庭，因此她就用了较注重现实需求而偏离课程纲要的教学法去教育这些学生。但她的作法未得到校方认同，于是她在1970年开始转向投入非政府组织行列。1972年，她出任马来西亚公教职公青年会（Malaysian Young Christian Workers Movement）主席。1976年，她加入槟城消费人协会。1986年，她出任女性行动协会（All Women's Action Society）主席。1991年，她创立了妇女力量组织（Tenaganita），协助女性、外劳、被压迫者和贫困阶级争取权益。

## 在《印刷及出版法令》下被提控
1995年，艾琳·费南德斯发表了一份《外来客工在扣留营中遭受的虐待、折磨及不人道对待》（Abuse, Torture and Dehumanised Conditions of Migrant Workers in Detention Centres）备忘录，揭露非法外劳在马来西亚政府扣留营内遭受的不人道对待，包括毒打、性虐待、不允许就医等。有关备忘录引起民间的极大反响，并呼吁政府调查真相。而当时的马来西亚内政部否认外劳被虐待，只承认一些被拘留的外劳因为脚气病和其他疾病导致死亡。
1996年，警方以“恶意发布虚构新闻”为由，援引《印刷及出版法令》把艾琳控上法庭。2003年10月，她被判罪成入狱一年。艾琳随即提出上诉，并获保释外出。这宗上诉案从2003年拖延至2008年，法庭因无法找到部分文件，而一再展延审讯。在这段时间内，艾琳的护照被扣，每次出国前都必须征求法官批准。最后，经过十余年的官司纠缠，艾琳终于在2008年11月24日上诉得直，获判无罪释放。

## 起诉《马来西亚前锋报》诽谤
1995年，马来西亚《前锋报》刊登了一篇报道，指艾琳·费南德斯不与警方合作，接受调查有关她指责外劳在扣留中心遭虐待及死亡的报导。针对此事，艾琳起诉马来前锋报机构诽谤，结果同样是经过了漫长的11年审讯后，高等法院才判艾琳胜诉。法官甚至在庭上对妇女力量组织13年来不断追求公正的努力表示感谢。 

## 外部衔接
妇女力量（Tenaganita）Facebook